# کلیوچ، کانتون اونا-سانا
کلیوچ (بوسنیایی: Ključ) یک منطقهٔ مسکونی در بوسنی و هرزگوین است که در استان اونا-سانا واقع شده‌است. کلیوچ ۳۵۸ کیلومتر مربع مساحت و ۱۸٬۷۱۴ نفر جمعیت دارد.